# Lycée Molière (Rio de Janeiro)
Pour l’article homonyme, voir Lycée Molière (Paris).
Le lycée Molière de Rio de Janeiro (portugais : Liceu Molière) est un établissement scolaire français fondé en 1915 et situé dans le quartier résidentiel de Laranjeiras de l'ancienne capitale du Brésil.
Il est homologué par le ministère français de l'Éducation nationale et conventionné avec l'Agence pour l'enseignement français à l'étranger (AEFE). Il accueille aujourd'hui quelque 900 élèves de la maternelle à la terminale.

## Histoire
L'établissement scolaire français (de 1er et 2e cycle) est créé en 1915 par Georges Dumas (1866-1946),. Il ouvre ses portes le 1er février 1916 sous le nom de « Lycée Français » jusqu'en 1982 pour prendre la dénomination de « Lycée Molière ».

## Alumnis célèbres
- Pierre Clostermann, pilote de chasse français pendant la Seconde Guerre mondiale (33 victoires homologuées, surnommé « Premier Chasseur de France » par le Général de Gaulle), puis plus jeune député de France, homme d'affaires, diplomate et écrivain à succès. Parfaitement bilingue en portugais (il écrit des chroniques dans le Correio da Manhã), il est scolarisé au lycée Molière en 1937.

- Gregório Duvivier, acteur, comédien et poète brésilien, il figure parmi les créateurs de Porta dos Fundos, chaîne de YouTube de comédie. Il est scolarisé au Lycée Molière.